# パール街の少年たち
『パール街の少年たち』（パールがいのしょうねんたち、The Paul Street Boys、ハンガリー語: A Pál utcai fiúk）は、ハンガリーの作家モルナール・フェレンツによる児童文学作品。1906年に雑誌 „Tanulók Lapja”に掲載され、1907年に出版。

## あらすじ
この小説は、ブダペストのヨージェフヴァーロシュ地区に住む男子生徒たちの物語で、1889 年の出来事になっている。『パール街の少年たち』は、彼らが「祖国」と考える空き地である自分たちの陣地で自由時間を過ごしている。
この物語には、ヤノス・ボカ (パール街の少年たちの名誉あるリーダー) とエルヌ・ネメチェク (グループの最小メンバー) という 2 人の主人公がいる。
近くの植物園に集まるフェリ・アッツ率いる別の少年ギャング「赤シャツ団」が陣地を乗っ取ろうとしたとき  、パール街の少年たちは軍事的なやり方で身を守ることを余儀なくされる。
パール街の少年たちは戦争に勝利し、小さなネメチェクは自分の体格を上回る勇気と忠誠心を繰り返し示したが、本は悲劇で終わる。ネメチェクはこの揉め事の中で肺炎にかかり亡くなるのだ。

## 文学的意義と批判

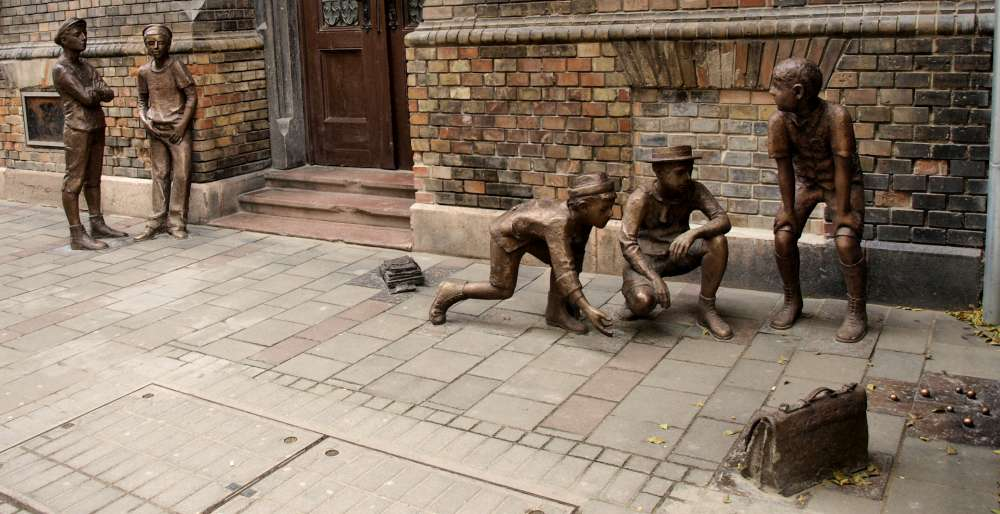
ブダペストにあるポール・ストリート・ボーイズの彫刻。小説のいじめの場面であるアインスタンドを描いている。

ハンガリーでは非常に人気があり、古典的な本とみなされており、ハンガリーの国外で、最も有名なハンガリーの小説の一つでもある。この本は多くの言語に翻訳されており、いくつかの国では学校で必読書として、または推奨されている。最初の英語翻訳はルイス・リッテンバーグによって作成され、1927 年に出版され 、その後ジョージ・シルテスによって改訂されて 1994 年に再出版されている。
エーリッヒ・ケストナーは、ドイツでナチス党が選挙に勝利する直前に出版された『飛ぶ教室』で、軍国主義とナショナリズムのあらゆる用語を使い、「戦争」を指揮する二つの少年グループのテーマを取り上げた。しかし、ケストナーは、ケストナー版では脚を骨折するだけで苦しむネメチェクに似たキャラクターについてはそれほど厳しい扱いをしなかった。
クロアチアとセルビアでは、この本は読書感想文のカリキュラムの一部であり、小学生の間で非常に人気がある（2016年にスプリトの6年生と7年生を対象に行った学術調査では、この本はハリー・ポッターとグレッグのダメ日記(Diary of a Wimpy Kid)に匹敵する人気を持っていることが分かった。 この本には複数の翻訳があり、その違いが学術的な興味を集めている。
この本が20回以上出版されているポーランドでは、この本は小学校のIV年生からVI年生までの段階（誕生月に応じて9歳から13歳の生徒）の必読書カリキュラムの一部となっている。
イスラエルでは、この本は古典的な青春小説とみなされている。『マハナイム』（キャンプ、人気の球技にも関連）と題されたヘブライ語版は 1940 年に出版され、長年にわたって人気があり、何度も増刷されてきた。『パール街の少年たち』というタイトルの新しい翻訳は 1984 年に出版され、キブツ劇場によるこの本の舞台化が 2016 年に上演され始めまた。
アゼルバイジャンでは、ラミル・サファロフがブダペストでの刑期中にこの本をアゼルバイジャン語に翻訳したことにより、この本が人気を博した。
モンゴルでは、この本は2020年4月に出版され、翻訳チーム（モンゴル語へ）は、2021年9月21日のハンガリー大統領令により ハンガリー功労勲章を授与されている。

## 日本語訳
- 『パール街の少年団』宇野利泰訳、東京創元社<世界少年少女文学全集第2部10 諸国編1>、1957年（ウィース『スイスのロビンソン』と併録）
- 『パール街の少年たち』、萬澤遼著、筑摩書房<中学生全集>、1958年
- 『赤シャツ少年団』、西原康編、岡本鉄二絵、金の星社<ひらかな世界名作15>、1959年
- 『パール街の少年たち』徳永康元訳、赤穴宏絵、講談社<少年少女世界文学全集40 南欧・東欧編3>、1961年（ヴァンバ『ジャン・ブルラスカの日記』、サルガーリ『黒い海賊』ほか収録）
- 『パール街の少年団』 宇野利泰訳、桜井誠絵、偕成社<少年少女世界名作選(2)>、1966年
- 『パール街の少年たち』徳永康元訳、講談社<世界の名作図書館14>、1968年（マロー『家なき子』と併録）
- 『パール街の少年たち』岩崎悦子訳、小林与志絵、学習研究社<少年少女世界文学全集4>、1968年（トウェーン『トム＝ソーヤーの冒険』と併録）
- 『パール街の少年たち』岩崎悦子訳、学習研究社<少年少女学研文庫>、1969年
- 『パール街の少年たち』宇野利泰訳、桜井誠絵、偕成社<偕成社文庫>、1976年
- 『パール街の少年たち』山口秀樹訳、井上明子文、ピーノ絵、小学館<国際版少年少女世界文学全集19>、1978年[13]
- 『パール街の少年たち』岩﨑悦子訳、コヴァーチ・ペーテル絵、偕成社、2015年 ISBN 978-4-03-726870-1